# Lamb of God
Lamb of God (engl. für Lamm Gottes) ist eine amerikanische Metal-Band aus Richmond. Die Band wurde 1990 unter dem Namen Burn the Priest gegründet und trägt seit dem Jahr 2000 den heutigen Namen. Lamb of God hat bislang acht Studioalben und drei DVDs veröffentlicht und weltweit über drei Millionen Alben verkauft. Das US-amerikanische Magazin Loudwire führt Lamb of God auf seiner Liste der 50 wichtigsten Metalbands des 21. Jahrhunderts.
In den Jahren 2006, 2009, 2010, 2012 und 2015 wurde die Band für einen Grammy in der Kategorie Best Metal Performance bzw. Best Hard Rock/Metal Performance nominiert. Ihre Alben Wrath und VII: Sturm und Drang erreichten jeweils Platz eins der kanadischen Albumcharts während die Alben Ashes of the Wake und Sacrament in den USA und Kanada jeweils mit einer Goldenen Schallplatte ausgezeichnet wurden. Seit 2023 veranstaltet die Band die Kreuzfahrt Headbangers Boat.

## Geschichte

### Gründung undBurn the Priest(1990 bis 1999)

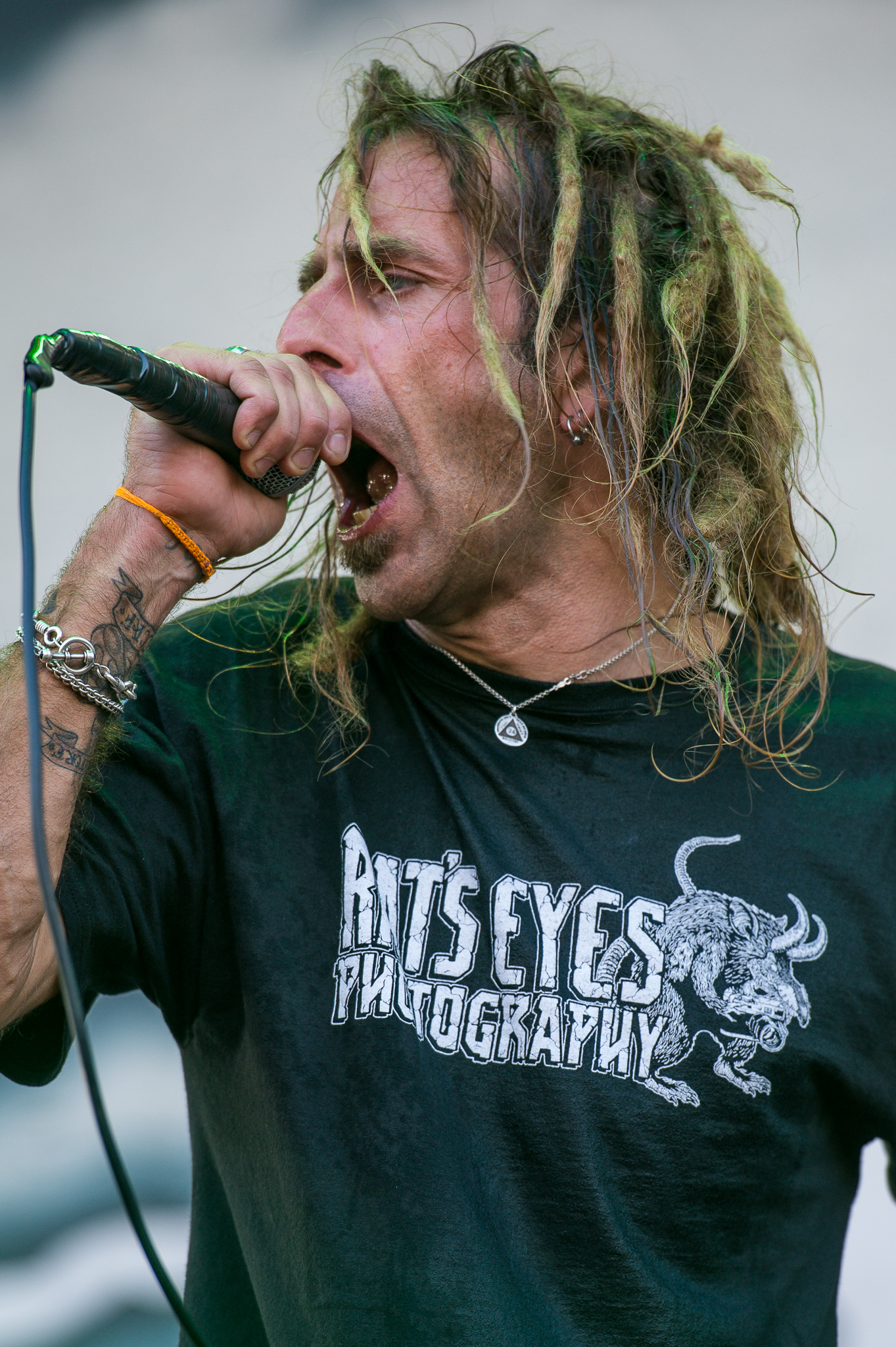
Sänger Randy Blythe

1990 besuchten die Gitarristen Mark Morton und Matt Conner, der Schlagzeuger Chris Adler sowie der Bassist John Campbell die Virginia Commonwealth University in Richmond. Die vier Studenten wohnten auf dem gleichen Flur und beschlossen, gemeinsam eine Band zu gründen. Der erste Proberaum befand sich in einem unbeheizten Schuppen hinter dem Haus von Chris Adlers Eltern. Dort fingen sie an, gemeinsam Metalsongs zu schreiben. Die Band nannte sich Burn the Priest und hatte anfangs nur Instrumentale in ihrem Repertoire.
Nachdem Mark Morton seinen Abschluss geschafft hatte, verließ er die Band und zog nach Chicago. Sein Nachfolger wurde Abe Spear. Mit Randy Blythe wurde die Bandbesetzung um einen Sänger ergänzt. Um mit den lokalen Bands mithalten zu können, probten Burn the Priest fünfmal pro Woche. 1995 veröffentlichte die Band ihr erstes, selbstbetiteltes Demo. Zwei Jahre später veröffentlichten Burn the Priest zwei Splitalben mit den Bands ZED bzw. Agents of Satan, die über Legion Records herausgebracht werden. Morton kehrte aus Chicago zurück und schloss sich der Band wieder an, die zahlreiche Konzerte im Bundesstaat Virginia spielte. Über das Internetportal MP3.com wurde 1998 die Kompilation Sevens and More vertrieben.
Ein Jahr später erschien das selbstbetitelte Debütalbum, das vom Today-Is-the-Day-Sänger Steve Austin produziert wurde. Kurz nach der Veröffentlichung stieg Spear wieder aus. Er wurde durch Chris Adlers Bruder Willie ersetzt. Wegen ihres Bandnamens (Verbrenne den Priester) bekam die Gruppe Probleme. Sie durfte in einigen Clubs nicht auftreten und wurde von der Presse teilweise in die Black-Metal-Ecke gestellt. Nachdem die Band einen Vertrag bei Prosthetic Records unterschrieb, benannte sich die Gruppe in Lamb of God um. Auch wenn der neue Name einen religiösen Bezug hat, steht der Begriff laut Willie Adler schlicht für den Neuanfang der Band.

### New American GospelundAs the Palaces Burn(2000 bis 2004)

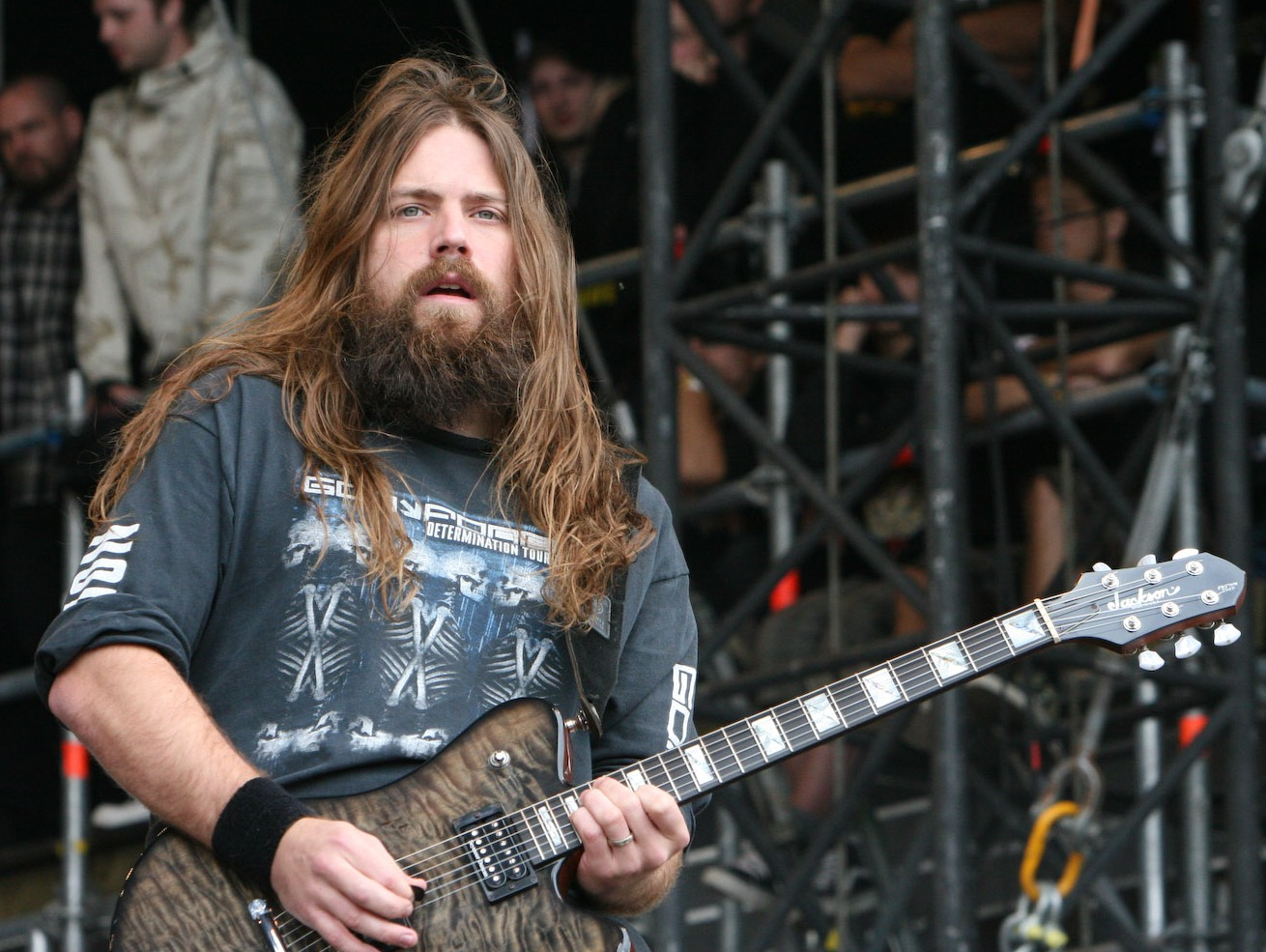
Gitarrist Mark Morton

Im September 2000 erschien mit New American Gospel das zweite Album der Band und das erste unter dem neuen Namen. Das erneut von Steve Austin produzierte Werk wurde von der Presse positiv aufgenommen. Teilweise wurden Lamb of God mit Pantera verglichen. Der Text für das Lied Letter to the Unborn wurde nicht im Booklet abgedruckt, da er sich mit dem Tod von Blythes Tochter und Ex-Frau befasst. Zusammen mit Shadows Fall, Scissorfight, Darkest Hour, From Autumn to Ashes und Unearth spielen Lamb of God zahlreiche Konzerte an der amerikanischen Ostküste.
Nachdem Lamb of God über zwei Jahre auf Tour waren nahm die Band im November 2002 ihr drittes Album in Angriff, welches vom Kanadier Devin Townsend produziert wurde. Als Gastmusiker traten neben Steve Austin auch der ehemalige Megadeth-Gitarrist Chris Poland auf. As the Palaces Burn wurde im Mai 2003 veröffentlicht und von den Magazinen Revolver sowie dem britischen Metal Hammer zum Album des Jahres gekürt. Erneut folgten zahlreiche Tourneen. Zunächst spielten Lamb of God im Frühjahr 2003 zusammen mit Chimaira, Eighteen Visions und Atreyu. Im Herbst 2003 folgte die erste „MTV Headbanger's Ball“-Tournee, bei der Killswitch Engage, God Forbid, Shadows Fall und Unearth mit von der Partie waren. Einen Auftritt beim Ozzfest lehnte die Band jedoch ab, weil im Programm nach Meinung der Musiker zu wenige Metalbands vertreten waren.
Ende 2003 trat Randy Blythe als Gastsänger bei der kanadischen Band Bloodshoteye in Erscheinung, bevor im Januar 2004 mit Terror and Hubris die erste DVD von Lamb of God veröffentlicht wurde. Die DVD enthält Liveaufnahmen, Musikvideos sowie eine Dokumentation. Terror and Hubris stieg auf Platz 32 der Billboard-DVD-Charts ein und Lamb of God wurden vom Major-Label Epic Records unter Vertrag genommen.

### Ashes of the WakeundSacrament(2004 bis 2007)

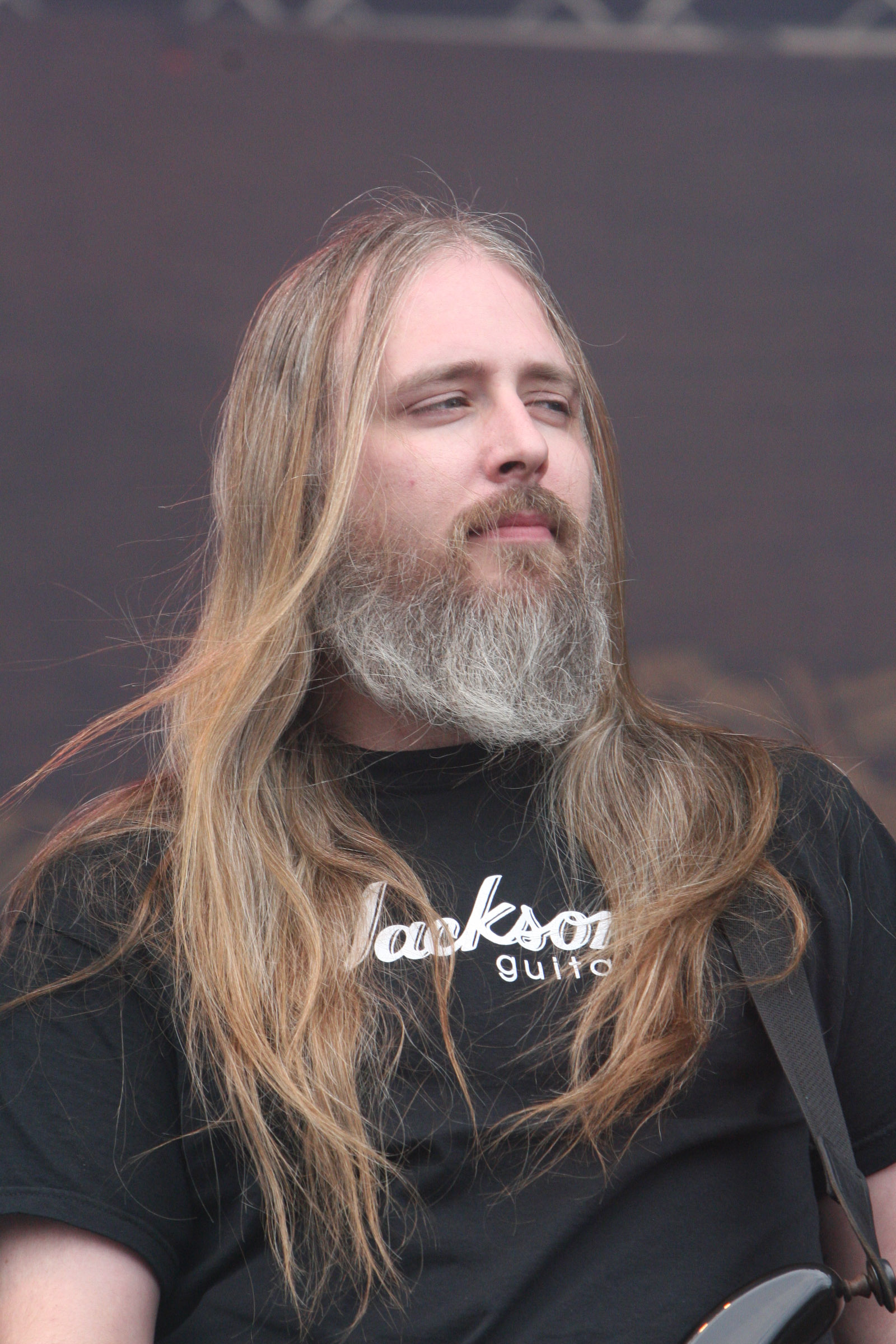
Bassist John Campbell

Während der Aufnahmen für das nächste Studioalbum konnte die Gruppe neben dem ehemaligen Megadeth-Gitarristen Chris Poland auch den Testament-Gitarristen Alex Skolnick als Gastmusiker verpflichten. Ashes of the Wake erschien im August 2004 und verkaufte sich in der ersten Woche in den USA 35.000 Mal. Zum ersten Mal schaffte es ein Lamb-of-God-Album in die Charts, nachdem das Album auf Platz 27 der amerikanischen Albumcharts einstieg. Die Gruppe spielte im Sommer 2004 auf der Ozzfest-Tour durch Nordamerika und spielten zusammen mit Bands wie Slipknot, Hatebreed und Lacuna Coil auf der zweiten Bühne. Es folgte eine US-Tour mit Children of Bodom, Fear Factory und Throwdown. Bei einem Konzert in Los Angeles durften Lamb of God nicht spielen, da die Besitzer des Konzertsaals, die Faithful Central Bible Church, wegen des früheren Bandnamens Einspruch erhoben. Willie Adler beschrieb diesen Beschluss der Kirche in einem Interview als Enttäuschung für die Band, zumal Lamb of God in keiner Weise „böse oder satanisch“ sind.
Im Oktober 2004 schnitt die Band zwei Konzerte in Philadelphia mit, die ein Jahr später unter dem Titel Killadelphia als DVD veröffentlicht wurden. Die DVD wurde 2007 von der Recording Industry Association of America mit Platin ausgezeichnet. Mark Morton trat beim Fear Factory-Album Transgression als Gastmusiker auf. Das Debütalbum Burn the Priest wurde 2005 vom britischen Produzenten Colin Richardson neu gemischt und von Epic Records neu veröffentlicht. Lamb of God tourten mit Bands wie DevilDriver und The Agony Scene durch Europa und spielten beim Download-Festival.
Anfang 2006 begann die Band mit den Arbeiten an ihrem nächsten Studioalbum Sacrament. Die Aufnahmen wurden im Sommer unterbrochen, da Lamb of God zusammen mit Children of Bodom und Mastodon im Rahmen der „Unholy Alliance“-Tour von Slayer durch Nordamerika reisten. In den USA verkaufte sich Sacrament in der ersten Woche 63.000 Mal; mehr als doppelt so viel wie sein Vorgänger. Das Album stieg auf Platz acht der US-Albumcharts ein. Im September 2006 nahmen Lamb of God zusammen mit Opeth, Arch Enemy und Overkill an der „GiganTour“ von Megadeth teil, bevor die Band zusammen mit Killswitch Engage durch Australien tourte. Anfang 2007 folgte eine weitere Tour durch Nordamerika mit Machine Head, Trivium und Gojira.
Für das Lied Redneck wurden Lamb of God für einen Grammy in der Kategorie Best Metal Performance nominiert. Diese wurden am 11. Februar 2007 im Staples Center in Los Angeles ausgetragen. Der Preis ging allerdings an Slayer für das Lied „Eyes of the Insane“. Die weiteren nominierten Künstler waren Ministry und Stone Sour. Zwei Tage zuvor traten Lamb of God in der TV-Show Late Night von Conan O’Brien auf und spielten das Lied Pathetic.

### WrathundWalk With Me in Hell(2007 bis 2010)

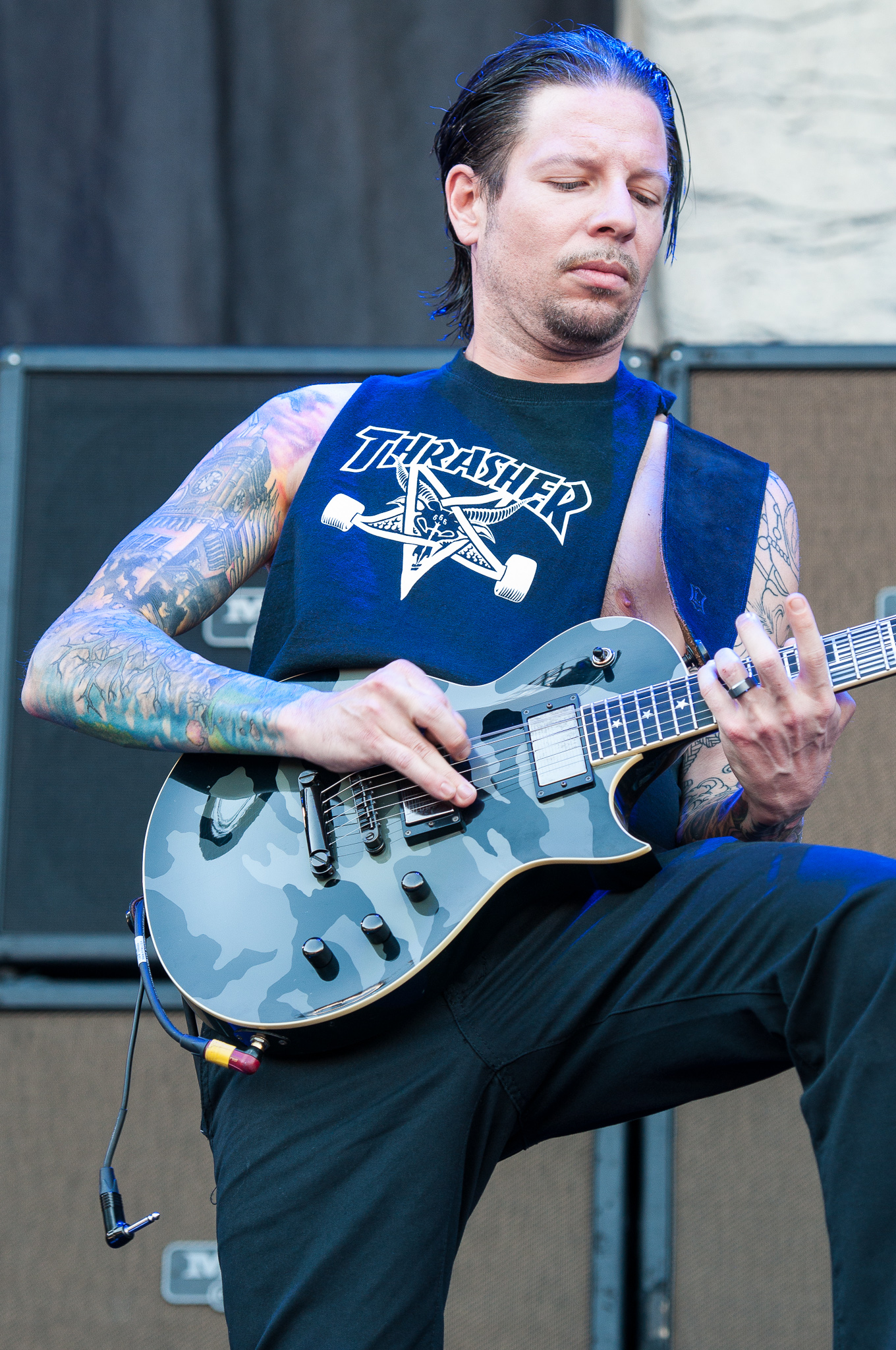
Gitarrist Willie Adler

Im Sommer 2007 nahmen Lamb of God an verschiedenen Festivals teil wie z. B. dem Ozzfest, dem Download-Festival, dem Graspop Metal Meeting, der „Family Values“-Tour von Korn sowie den deutschen Festivals Rock am Ring, Rock im Park und Reload Festival. Ende 2007 trat die Band in Großbritannien zusammen mit Iced Earth im Vorprogramm von Heaven and Hell auf. Nach der Tournee stellte die Band ihre dritte DVD Walk with Me in Hell zusammen, die im Juni 2008 veröffentlicht wurde. Die DVD enthält neben einer Dokumentation noch diverse Livemitschnitte. Zwischenzeitlich unterschrieb die Band einen Vertrag mit Roadrunner Records, die von nun an die Alben der Band außerhalb Nordamerikas vertreibt.
Ab August 2008 begannen die Aufnahmen für das sechste Studioalbum Wrath, das von Josh Wilbur produziert wurde. Ende des Jahres spielten Lamb of God einige Konzerte im Vorprogramm von Metallica. Die Einladung dazu erhielt die Band vom Metallica-Gitarristen Kirk Hammett, der ein großer Fan von Lamb of God ist. Wie bereits 2005 durfte die Band jedoch nicht bei den Konzerten in Los Angeles spielen und wurden durch Machine Head ersetzt.
Wrath erschien am 24. Februar 2009, verkaufte sich in der ersten Woche 68.000 Mal und erreichte Platz zwei der US-Albumcharts. In Kanada erreichte das Album sogar die Spitzenposition. Erstmals schaffte die Band auch im deutschsprachigen Raum den Einstieg in die Charts und erreichte Platz 61 in Deutschland, Platz 53 in Österreich und Platz 56 in der Schweiz. Im Frühjahr 2009 gingen Lamb of God auf eine Headlinertour durch Nordamerika. Dabei wurden sie von As I Lay Dying, Children of Bodom, God Forbid und Municipal Waste begleitet. In Europa spielte die Band bei den Sonisphere Festival, dem Metalcamp und dem Download-Festival sowie dem Soundwave Festival in Australien.
Die DVD Walk With Me in Hell wurde Ende Juli 2009 für über 50.000 verkaufte Einheiten in den USA mit Platin ausgezeichnet. Für das Lied Set to Fail wurde die Band im Jahre 2010 für den Grammy in der Kategorie Best Metal Performance nominiert. Im Juni 2010 veröffentlichte die Band mit Hourglass eine karriereumfassende Retrospektive in sieben verschiedenen Versionen. Es folgte die Teilnahme an der „Rockstar Energy Drink Mayhem Festival“-Tournee in Nordamerika, wo die Band zusammen mit Korn, Rob Zombie und Five Finger Death Punch auf der Hauptbühne spielte sowie ein Auftritt beim Festival Heavy Montréal.

### ResolutionundVII: Sturm und Drang(2011 bis 2017)

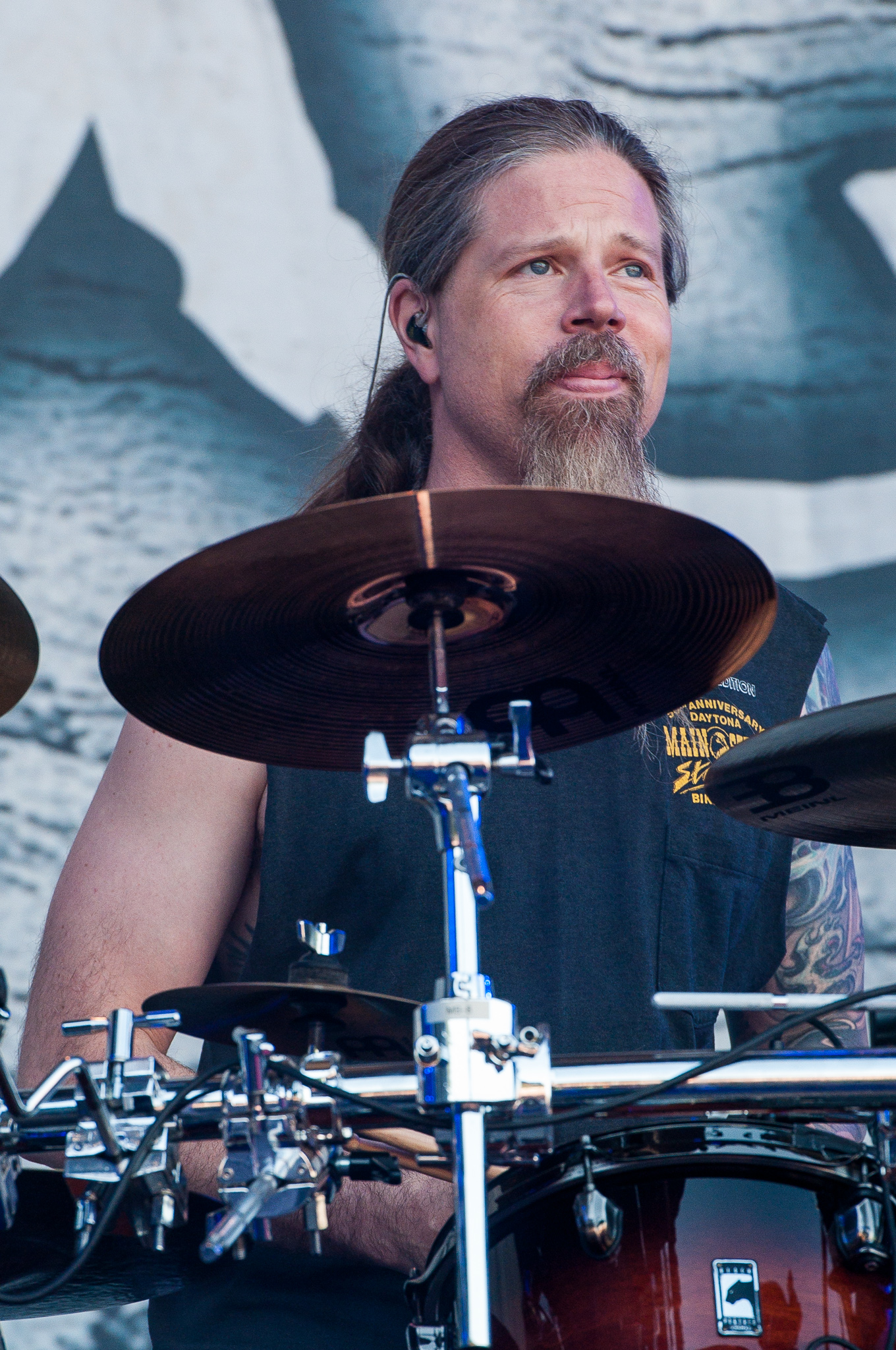
Ehemaliger Schlagzeuger Chris Adler

Bei den Grammy Awards 2011 wurden Lamb of God für das Lied In Your Words in der Kategorie Best Metal Performance nominiert. Im Frühjahr 2011 veröffentlichte die Band das Lied Hit the Wall, das exklusiv für den Soundtrack des Videospiels Iron Man 2 geschrieben wurde. Danach wurde im Sommer unter der Anleitung von Josh Wilbur das neue Studioalbum Resolution aufgenommen, das am 20. Januar 2012 veröffentlicht wurde.
Sänger Randy Blythe wurde während der Europatournee 2012 wegen Körperverletzung mit Todesfolge verhaftet. Blythe soll bei einem Konzert in Prag im Jahre 2010 einen Fan, der auf die Bühne geklettert war, geschlagen haben. Dieser sei auf den Hinterkopf gefallen und später seinen Verletzungen erlegen. Nach etwa einem Monat in Untersuchungshaft wurde Blythe gegen eine Kaution in Höhe von 400.000 US-Dollar entlassen.
Das Lied Ghost Walking wurde für die Grammy Awards 2013 in der Kategorie Best Hard Rock/Metal Performance nominiert, der Preis ging allerdings an Halestorm. Im Sommer folgten Auftritte beim Wacken Open Air, dem Summer Breeze und dem Graspop Metal Meeting. Im November 2013 musste John Campbell die Tour aufgrund familiärer Probleme verlassen; er wird vorübergehend von Matt DeVries (Fear Factory, Ex-Chimaira) vertreten. Ein Jahr später verließ Mark Morton die aktuelle Tour der Band aufgrund eines „privaten Notstandes“ und wurde von Paul Waggoner von der Band Between the Buried and Me ersetzt.
Später nahm die Band ihr achtes Studioalbum VII: Sturm und Drang auf, das erneut von Josh Wilbur produziert wurde. Das Album erschien im Juli 2015 und wurde außerhalb Nordamerikas über Nuclear Blast Entertainment veröffentlicht. Mit dem Album erreichten Lamb of God zum zweiten Mal in ihrer Karriere Platz eins der kanadischen Albumcharts. Die Band ging auf Europatournee mit Children of Bodom und Sylosis und spielte bei Festivals wie dem Download, dem Nova Rock, dem Tuska Open Air, dem Greenfield Festival und dem Heavy Montréal. Am 19. November 2015 sagten Lamb of God die restlichen Konzerte aus Sicherheitsgründen ab. Grund hierfür waren die Terroranschläge am 13. November 2015 in Paris.
Das Lied 512 wurde bei den Grammy Awards 2016 in der Kategorie Best Metal Performance nominiert. Der Preis ging jedoch an die Band Ghost. Am 18. November 2016 veröffentlichte die Band die EP The Duke, dessen Titellied von dem Leiden ihres Fans Wayne Ford handelt. Bei Ford wurde im Jahre 2010 die Leukämie diagnostiziert, an der er fünf Jahre später verstarb. Im Sommer 2017 tourte die Band mit Behemoth und Slayer als Headliner durch Nordamerika.

### Legion: XX,Lamb of GodundOmens(seit 2018)

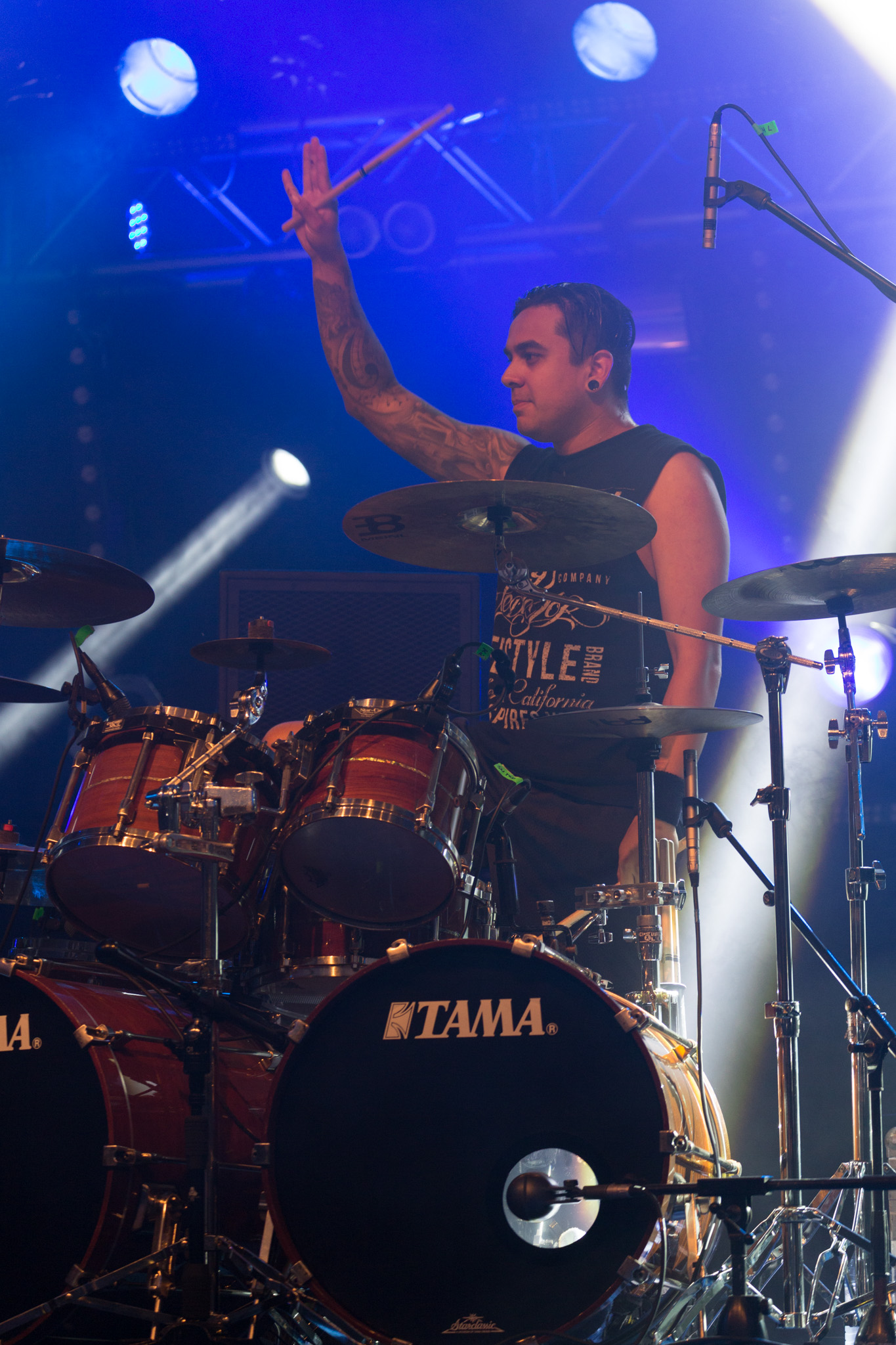
Aktueller Schlagzeuger Art Cruz

Anlässlich des 20. Jubiläums ihres Debütalbums kündigten Lamb of God für den 18. Mai 2018 das Album Legion: XX an, welches unter dem Namen Burn the Priest erschien. Das Album enthält ausschließlich Coverversionen von Bands, die Lamb of God wesentlich inspiriert haben wie z. B. die Melvins, S.O.D. oder die Bad Brains. Gleichzeitig spielten Lamb of God neben Anthrax, Testament und Napalm Death im Vorprogramm von Slayers Abschiedstournee in Europa. Chris Adler musste bei dieser Tournee aussetzen, da er sich infolge eines Motorradunfalls in medizinische Behandlung begeben musste. Für ihn sprang der ehemalige Prong-Schlagzeuger Art Cruz ein. Gitarrist Mark Morton veröffentlichte am 1. März 2019 sein Soloalbum Anesthetic.
Am 19. Juli 2019 gaben Lamb of God die Trennung von Chris Adler bekannt, der sich immer noch in medizinischer Behandlung befindet. Gleichzeitig wurde Art Cruz zum festen Bandmitglied befördert. Im September des Jahres wurde das Album Sacrament in den USA mit Gold ausgezeichnet. Anschließend nahm die Band das nächste Studioalbum auf. Das selbstbetitelte Werk wurde für den 8. Mai 2020 angekündigt, musste aber wegen der COVID-19-Pandemie auf dem 19. Juni verschoben werden. Als Gastsänger sind Jamey Jasta von der Band Hatebreed und Chuck Billy von der Band Testament zu hören. Für den Sommer 2020 wurde eine Co-Headlinertournee durch Nordamerika mit Megadeth und den Vorgruppen In Flames und Trivium angekündigt, die jedoch wegen der COVID-19-Pandemie ausfiel.
Stattdessen begann die Arbeit an einem neuen Album. Für den 7. Oktober 2022 kündigte die Band ihr von Josh Wilbur produziertes Album Omens sowie die The Omens Tour genannte Co-Headlinertournee durch Nordamerika im Herbst mit Killswitch Engage und den Vorgruppen Baroness, Motionless in White, Spiritbox, Animals as Leaders, Suicide Silence und Fit for an Autopsy an. Im Frühjahr 2023 folgte die State of Unrest Tour, eine Co-Headlinertournee durch Europa mit Kreator und der Vorgruppe Municipal Waste.
Im Sommer 2024 spielte die Band die Co-Headlinertournee Ashes of Leviathan mit Mastodon an, auf der beide Bands das 20-jährige Jubiläum ihrer Alben Ashes of the Wake und Leviathan feiern. Als Vorgruppen nehmen der ehemalige Slayer-Gitarrist Kerry King mit seiner Soloband sowie Malevolence und Unearth teil.

## Stil

### Musik
Auch wenn sie häufig dem Metalcore zugeordnet wird, verwendet sie in ihren Liedern auch zahlreiche Death- und Thrash-Metal-Elemente.  Zudem bauen Lamb of God im Gegensatz zu manch anderen Metalcore-Gruppen nie klare Gesangspassagen ein, die Liedtexte werden von Sänger Randy Blythe entweder geschrien oder gegrowlt. Auch die Rhythmen, meistens ternär, sind eher untypisch für den Metalcore, wie das zum Teil perkussive Schlagzeugspiel des Schlagzeugers Chris Adler.
Die genaue Genrezugehörigkeit ist umstritten. Lamb of God werden dem Metalcore, dem Thrash Metal und der so genannten New Wave of American Heavy Metal zugeordnet. Die Band selbst bezeichnet ihren Stil als Pure American Metal. Bassist John Campbell bezeichnete Lamb of God auf der Walk-with-Me-in-Hell-DVD als eine „Punkband, die Heavy Metal spielt“. MTV-Mitarbeiter Jon Wiederhorn bezeichnete die Musik auf dem Album Ashes of the Wake als eine Mischung aus der Brutalität des Death Metal, der rauen Intensität des Thrash Metal und der mathematischen Präzision des Progressive Metal.

### Texte
Die Band beschäftigte sich zuerst mit religionskritischen Themen, was sich aber mit dem Album As the Palaces Burn zum Teil änderte, in dem sie sich auch mit sozialen Themen befassten (z. B. „The Subtle Arts of Murder and Persuasion“). Der daraus resultierende Umschwung im Album Ashes of the Wake tendiert zu Anti-Kriegs-Liedern (z. B. „Remorse Is for the Dead“, „Ashes of the Wake“). Auf ihrem Album Lamb of God thematisiert Sänger Randy Blythe viele politische Themen und geschichtliche Ereignisse aus den USA.

## Headbangers Boat
Im Herbst 2023 veranstalteten Lamb of God die Kreuzfahrt Headbangers Boat. Auf dem Schiff Norwegian Pearl ging es in der Zeit vom 31. Oktober bis 4. November 2023 von Miami nach Nassau auf den Bahamas. Neben Lamb of God traten die Bands Mastodon, Hatebreed, Gwar, Shadows Fall, God Forbid, Fit for an Autopsy sowie Mark Mortons Soloband auf. Am 3. November ging ein 41-jähriger Gast in der Nähe der Bahamas über Bord und konnte trotz einer neunstündigen Suche der United States Coast Guard und der Royal Bahamas Defence Force nicht gefunden werden. Aufgrund der hohen Nachfrage wurde ein Jahr später die zweite Ausgabe der Kreuzfahrt durchgeführt. Diese führte vom 28. Oktober bis 1. November 2024 von Miami nach Puerto Plata in die Dominikanische Republik. Auf der Norwegian Gem spielten neben Lamb of God noch Dethklok, Chimaira, Poison the Well, At the Gates, Soulfly, Exodus, Napalm Death, Corrosion of Conformity, After the Burial, Currents, Bleeding Through, Unearth, Eyehategod, Frozen Soul, Unity TX, Mark Mortons Soloband sowie die Stand-up-Comedians Shayne Smith und Mike Abrusci.

## Diskografie
Studioalben

| Jahr | Titel Musiklabel                       | Höchstplatzierung, Gesamtwochen, AuszeichnungChartplatzierungen (Jahr, Titel, Musiklabel, Platzierungen, Wochen, Auszeichnungen, Anmerkungen) | Höchstplatzierung, Gesamtwochen, AuszeichnungChartplatzierungen (Jahr, Titel, Musiklabel, Platzierungen, Wochen, Auszeichnungen, Anmerkungen) | Höchstplatzierung, Gesamtwochen, AuszeichnungChartplatzierungen (Jahr, Titel, Musiklabel, Platzierungen, Wochen, Auszeichnungen, Anmerkungen) | Höchstplatzierung, Gesamtwochen, AuszeichnungChartplatzierungen (Jahr, Titel, Musiklabel, Platzierungen, Wochen, Auszeichnungen, Anmerkungen) | Höchstplatzierung, Gesamtwochen, AuszeichnungChartplatzierungen (Jahr, Titel, Musiklabel, Platzierungen, Wochen, Auszeichnungen, Anmerkungen) | Höchstplatzierung, Gesamtwochen, AuszeichnungChartplatzierungen (Jahr, Titel, Musiklabel, Platzierungen, Wochen, Auszeichnungen, Anmerkungen) | Anmerkungen                                                                            |
| Jahr | Titel Musiklabel                       | DE | AT | CH | UK | US | Rock | Anmerkungen                                                                            |
| ---- | -------------------------------------- | --- | --- | --- | --- | --- | --- | -------------------------------------------------------------------------------------- |
| 1999 | Burn the Priest Prosthetic Records     | — | — | — | — | — | — | Erstveröffentlichung: 13. April 1999 als Burn the Priest                               |
| 2000 | New American Gospel Prosthetic Records | — | — | — | — | — | — | Erstveröffentlichung: 26. September 2000                                               |
| 2003 | As the Palaces Burn Prosthetic Records | — | — | — | — | US64 (1 Wo.)US | — | Erstveröffentlichung: 6. Mai 2003                                                      |
| 2004 | Ashes of the Wake Epic Records         | — | — | — | UK— SilberUK | US27 Gold · (5 Wo.)US | — | Erstveröffentlichung: 31. August 2004 Verkäufe: + 610.000                              |
| 2006 | Sacrament Epic Records                 | — | — | — | UK— SilberUK | US8 Gold · (8 Wo.)US | Rock2 (3 Wo.)Rock | Erstveröffentlichung: 22. August 2006 Verkäufe: + 610.000; Wiederveröffentlichung 2021 |
| 2009 | Wrath Roadrunner Records               | DE61 (1 Wo.)DE | AT53 (2 Wo.)AT | CH56 (1 Wo.)CH | UK25 (1 Wo.)UK | US2 (12 Wo.)US | Rock1 (4 Wo.)Rock | Erstveröffentlichung: 23. Februar 2009                                                 |
| 2012 | Resolution Roadrunner Records          | DE37 (1 Wo.)DE | AT28 (2 Wo.)AT | CH30 (2 Wo.)CH | UK19 (1 Wo.)UK | US3 (8 Wo.)US | Rock1 (9 Wo.)Rock | Erstveröffentlichung: 24. Januar 2012                                                  |
| 2015 | VII: Sturm und Drang Nuclear Blast     | DE12 (12 Wo.)DE | AT12 (2 Wo.)AT | CH5 (4 Wo.)CH | UK7 (3 Wo.)UK | US3 (6 Wo.)US | Rock1 (8 Wo.)Rock | Erstveröffentlichung: 24. Juli 2015                                                    |
| 2020 | Lamb of God Nuclear Blast              | DE7 (3 Wo.)DE | AT8 (2 Wo.)AT | CH4 (3 Wo.)CH | UK16 (1 Wo.)UK | US15 (1 Wo.)US | Rock2 (2 Wo.)Rock | Erstveröffentlichung: 19. Juni 2020                                                    |
| 2022 | Omens Nuclear Blast                    | DE21 (1 Wo.)DE | AT16 (1 Wo.)AT | CH14 (2 Wo.)CH | UK34 (1 Wo.)UK | US15 (1 Wo.)US | Rock3 (1 Wo.)Rock | Erstveröffentlichung: 7. Oktober 2022                                                  |

grau schraffiert: keine Chartdaten aus diesem Jahr verfügbar